# Políticas de respeitabilidade
Políticas de respeitabilidade ou respeitabilidade política é uma forma de discurso moralista usado por algumas figuras proeminentes, líderes ou acadêmicos que são membros de vários grupos marginalizados, que consiste em promover a assimilação cultural da população perpetradora do preconceito, visando alcançar os privilégios sociais dela. Quando esses promovem políticas de respeitabilidade, isso pode servir como uma tentativa de policiar alguns de seus colegas de grupo ou a si mesmos. Os defensores da política de respeitabilidade podem estar tentando provar seus valores sociais pessoais como sendo contínuos e compatíveis com os valores dominantes. Eles podem preferir não desafiar o status quo por causa de sua falha em aceitar a existência da marginalização no mainstream(corrente dominante) e o fato de que a diversidade também existe dentro de seu próprio grupo.
O conceito foi articulado pela primeira vez em 1993 por Evelyn Brooks Higginbotham em seu livro Righteous Discontent: The Women's Movement in the Black Baptist Church, 1880–1920. No contexto da história negra estadunidense, a política de respeitabilidade foi praticada como uma maneira de tentar conscientemente deixar de lado e minar as práticas culturais e morais desrespeitadas pela sociedade em geral, especialmente no contexto da família, das vestimentas, da religião e das boas maneiras. O desenvolvimento de políticas afro-americanas de respeitabilidade foi atribuído a escritores e ativistas, incluindo WEB Du Bois e Booker T. Washington, e tem sido usado como uma maneira de entender a eleição e a trajetória política de Barack Obama. O presidente Obama também foi criticado pelo uso de políticas de respeitabilidade durante sua presidência, como quando ele abordou questões de criminalidade negra durante seu discurso após a decisão do grande júri de 24 de novembro sobre o assassinato de Michael Brown em Ferguson, Missouri. Um dos defensores mais abertos da política de respeitabilidade é o ex-jogador de basquete Charles Barkley.

## Política de respeitabilidade negra
O termo 'política da respeitabilidade' foi usado pela primeira vez no contexto das mulheres negras e seus esforços para se distanciar dos aspectos estereotipados e desrespeitados de suas comunidades. As políticas de respeitabilidade continuam a influenciar o comportamento dos indivíduos negros marginalizados racialmente hoje em dia que ganham status e direitos "aderindo aos padrões hegemônicos do que significa ser respeitável". Os estereótipos com os quais os negros praticantes de política de respeitabilidade estão mais preocupados são preguiça, inferioridade intelectual, violência e imoralidade. Embora a política de respeitabilidade tenha sido uma maneira importante de os cidadãos negros dos Estados Unidos integrarem suas vidas livres após a emancipação, hoje existem muitos exemplos de maneiras pelas quais os negros argumentam que "uma concessão deliberada para integrar os valores sociais" não promover o respeito, mas é um mecanismo de defesa das comunidades minoritárias. Além disso, algumas pesquisas associam parte do alto ônus da doença mental para os negros americanos em comportamentos assimilacionistas. Os pesquisadores Hedwig Lee e Margaret Takako Hicken argumentam que novas conversas sobre política de respeitabilidade devem sempre considerar o desafio de negociar os espaços sociais cotidianos como americanos negros e como isso afeta a saúde mental.(ver racismo internalizado)

### Origem
Em seu livro Righteous Discontent: The Women's Movement in the Black Baptist Church, 1880–1920, Evelyn Brooks Higginbotham cunhou o termo "a política da respeitabilidade" para descrever mudanças sociais e políticas na comunidade negra durante esse período. Ela se concentrou particularmente na revitalização da Igreja Batista Negra e em como ela se tornou um local de auto-ajuda para indivíduos negros. Isso era particularmente verdade para as mulheres negras, que usavam a igreja como um local de resistência contra o racismo e a desumanização. Essas mulheres construíram escolas e prestaram serviços de assistência social para aumentar sua respeitabilidade e promover suas comunidades.
Esse tipo de mobilização continuou e se infiltrou na metodologia dos professores das comunidades negras no Jim Crow South. Os professores incentivaram seus alunos a se integrarem em comunidades brancas de classe média na esperança de motivar e inspirar os alunos a escapar da injustiça racial. Esses professores viam sua profissão como um ato político, ajudando jovens estudantes negros a se desassociar de estereótipos negativos. Esperava-se também que as comunidades negras se integrassem em ser mais brancas, a fim de obter acesso a benefícios políticos.
No livro Black Power: The Politics of Liberation, Kwame Ture, anteriormente conhecido como Stokely Carmichael, e Charles V. Hamilton, ilustram como a cidade de Tuskegee, Alabama, não é reconhecida na política pelos políticos brancos. A população de Tuskegee é 95% negra, mas esses números não representam o povo na política. Ture e Hamilton discutem como os negros constantemente precisam se provar para os brancos. É um ciclo interminável, porque uma vez que uma norma eurocêntrica é alcançada, outra é colocada em seu caminho.

### Vidas Negras Importam
O movimento Black Lives Matter é um exemplo de movimento contra a política de respeitabilidade. O movimento foi motivado pelo tiro e morte de Trayvon Martin, um adolescente negro desarmado que foi morto por um vigia de bairro. O número de assassinatos policiais subsequentes de homens negros desarmados motivou uma conversa sobre estereótipos raciais e por que certos estereótipos raciais passaram a sugerir que homens negros são "perigosos". O movimento Black Lives Matter argumenta que as pessoas merecem direitos independentemente de "qualquer comportamento ostensivamente não respeitável". Em vez de reconhecer e se esquivar dos estereótipos negativos da população preta, o movimento Black Lives Matter trabalha para expandir o conceito do que significa ser "respeitável" e argumenta que o comportamento estereotipado negativamente não deve ser enfrentado com força mortal.
De acordo com o crescimento do movimento Black Lives Matter, algumas celebridades que geralmente se esquivavam das conversas sobre raça começaram a se envolver com o assunto. Por exemplo, no início de sua carreira, a popular produtora e criadora de televisão Shonda Rhimes exibiu programas que tinham roteiros daltônicos, apesar de terem elencos diversos (por exemplo, Grey's Anatomy). Isso foi consistente com a política moderna de respeitabilidade, no que às vezes se argumenta ser uma era pós-racial. Hoje, Rhimes se engaja em conversas sobre desigualdade racial na mídia e aborda tópicos sobre raça em seu programa, pressionando contra a política de respeitabilidade e afirmando os direitos de todas as pessoas, independentemente de sua 'respeitabilidade'.

## Política de respeitabilidade LGBT
A política de respeitabilidade, no contexto da comunidade LGBT, é a assimilação de pessoas LGBT ou marginalizadas com base na sexualidade e/ou identidade de gênero na sociedade hegemônica e cis-heteronormativa. Visando minimizar estereótipos ou comportamentos associados à comunidade LGBTQ+ (por exemplo, transformismo ou vestir-se extravagantemente, demostrações públicas de afeto pelo mesmo gênero) ou participando de instituições heterossexuais cisgênero. Existem muitas perspectivas sobre se o envolvimento em políticas de respeitabilidade é a melhor maneira de as pessoas LGBT obterem aceitação. Uma perspectiva é que a assimilação é uma maneira importante e necessária para a comunidade LGBT obter direitos e, uma vez integrados à sociedade, terão mais espaço para desafiar as instituições tradicionais a torná-las mais inclusivas. Outra perspectiva é que a assimilação apenas reforça instituições cis-heteronormativas e torna a diversidade invisível. Algumas pessoas LGBT, por exemplo, optam por se identificar como straight-acting (agente-hétero ou hétero-atuante, em traduções livres) criando revolta na comunidade.(ver homofobia internalizada e homofobia liberal).
Os ativistas pelos direitos LGBT também lutaram com a questão da política de respeitabilidade. Foi feita uma distinção entre uma atitude que celebrou e afirmou a diferença sexual nas campanhas de direitos dos gays da década de 1960 e abordagens contemporâneas que buscam reduzir e subestimar as diferenças sexuais e retratar os gays como tendo valores semelhantes aos da sociedade cis-hétero-normativa mais ampla, "um orgulho...em um acordo inconsciente com visões dominantes sobre o que é vergonhoso". Ao escrever para Slate, J. Bryan Lowder nomeou Caitlyn Jenner como uma defensora da política de respeitabilidade na comunidade trans. "Desde o início do movimento dos direitos civis para gays, lésbicas e bissexuais", escreve ela, "houve indivíduos que tentaram obter a aprovação direta da sociedade, distanciando-se— ou pisando nos corpos— de elementos mais 'radicais' da comunidade[...] A política de respeitabilidade na comunidade trans, pelo menos no palco público, é um fenômeno mais novo, mas parece que Jenner está se posicionando para liderar o caminho."

### Igualdade matrimonial
Um exemplo de respeitabilidade política utilizada pela comunidade LGBT nos Estados Unidos foi a decisão em 2015 de Obergefell v. Hodges do Supremo Tribunal que legalizou o casamento entre pessoas do mesmo sexo. Muito do argumento do mainstream para incluir a comunidade LGBT em uma instituição heteronormativa como o casamento foi a de que a inclusão de pessoas LGBT no casamento não desafiaria ou alteraria os valores tradicionais, como a monogamia e amatonormatividade. A fim de beneficiar casamento como uma instituição, a comunidade LGBT defendeu suas relações como sendo muito parecidas e perpetuantes dos mesmos valores que relações heterossexuais.

## Mulheres
Nos Estados Unidos, existem qualidades de gênero que definem um comportamento respeitável para homens e mulheres. Historicamente, a respeitabilidade das mulheres tem sido definida por certos atributos que, quando subscritos e seguidos, levam a certos direitos e benefícios. Alguns dos adjetivos mais consistentes usados para descrever a respeitabilidade das mulheres são "submissos, puritanos, simplistas, silenciadores, domésticos (e) modestos". A política de respeitabilidade das mulheres difere da política de respeitabilidade LGBT e negra porque, para serem respeitáveis, as mulheres devem respeitar estereótipos de feminilidade, enquanto LGBT e respeitabilidade negra são fundadas nelas, em vez disso seguindo na corrente contrária, não respeitando os estereótipos associados a seus próprios grupos. As políticas modernas de respeitabilidade para as mulheres também são ainda mais complicadas devido às pressões sociais inconsistentes das mulheres em relação à sexualidade. De acordo com Lara Karaian, professora da Universidade Carleton, as mulheres recebem mensagens inconsistentes sobre o que é um comportamento sexual respeitável, o que leva à vitimação sexual e vergonha de serem taxadas de vagabunda (na maioria das vezes, para meninas jovens).

### Mulheres e moda
Uma maneira pela qual as mulheres podem respeitar a política de respeitabilidade é através de suas roupas. As maneiras pelas quais as mulheres se vestem costumam ser altamente indicativas de seu lugar e nível de respeitabilidade segundo a sociedade e sua comunidade. As mulheres que se vestem de acordo comas normas, têm maior probabilidade de serem admitidas em instituições sociais e políticas. Esse precedente tornou-se mais aparente na Era Vitoriana.

### Mulheres e casamento
Segundo estudiosos como Simone de Beauvoir, casar é um exemplo de política de respeitabilidade para as mulheres. Embora ser casada dê às participantes acesso a uma variedade de benefícios, como assistência médica e benefícios fiscais, Beauvoir argumenta que isso também vem com a necessidade de respeitar a respeitabilidade burguesa. Esse tipo de respeitabilidade é específico para as mulheres e exige que as mulheres "prestem um serviço no casamento". Esses serviços incluem a satisfação das necessidades sexuais dos homens e o cuidado com a casa. Hoje, a política de respeitabilidade nos casamentos é desafiada, mas não apagada, por maiores níveis de igualdade econômica e social entre homens e mulheres.